# Ostdeutscher Cup
La Ostdeutscher Cup, nota come Ostdeutscher Sparkassen Cup per motivi di sponsorizzazione, è stata un torneo professionistico maschile di tennis sulla terra rossa, che faceva parte delle ATP Challenger Series. Si è giocato annualmente al TC Blau-Weiß Dresden-Blasewitz di Dresda in Germania dal 2005 al 2008.

## Albo d'oro

### Singolare
| Anno | Campione          | Finalista        | Score          |
| ---- | ----------------- | ---------------- | -------------- |
| 2005 | Vasilīs Mazarakīs | Boris Pašanski   | 6–3, 6–2       |
| 2006 | Simon Greul       | Janko Tipsarević | 7–6(2), 6–2    |
| 2007 | Jurij Ščukin      | Florian Mayer    | 7–6(5), 7–6(3) |
| 2008 | Andreas Beck      | Jun Woong-sun    | 2–6, 6–3, 7–5  |

### Doppio
| Anno | Campione                               | Finalista                          | Score               |
| ---- | -------------------------------------- | ---------------------------------- | ------------------- |
| 2005 | Christopher Kas (1) Philipp Petzschner | Bart Beks Martijn van Haasteren    | 6(2)–7, 6–2, 6–4    |
| 2006 | Yves Allegro Michal Mertiňák           | Christopher Kas Philipp Petzschner | 6–3, 6–0            |
| 2007 | Tomas Behrend Christopher Kas (2)      | Jean-Baptiste Perlant Xavier Pujo  | 6–3, 6–4            |
| 2008 | Daniel Brands Jun Woong-sun            | Ilia Bozoljac Dušan Vemić          | 2–6, 7–6(4), [10–6] |